# Kevin Maggs
Kevin Michael Maggs (Brístol, 3 de junio de 1974) es un exjugador irlandés de rugby que se desempeñaba como centro.

## Selección nacional
Fue convocado al XV del Trébol para la gira a Nueva Zelanda en noviembre de 1997 donde debutó ante los All Blacks. Jugó con ellos 70 partidos hasta 2005.

## Participaciones en Copas del Mundo
Maggs disputó las Copas del Mundo de Gales 1999 donde Irlanda fue eliminada en primera fase y Australia 2003 donde marcó un try ante Les Blues.
| Mundial                       | Sede      | Resultado        | PJ | Tries |
| ----------------------------- | --------- | ---------------- | -- | ----- |
| Copa Mundial de Rugby de 1999 | Gales     | Octavos de final | 3  | 0     |
| Copa Mundial de Rugby de 2003 | Australia | Cuartos de final | 5  | 1     |

## Palmarés
- Campeón de la Celtic League de 2005-06.